# MC Shan
Shawn Moltke  (nascido em 6 de setembro de 1965) melhor conhecido por seu nome artístico MC Shan, é um rapper norte-americano. Ele é melhor conhecido pelo single de sucesso "The Bridge" produzido por Marley Marl, e por colaborar com Snow na canção "Informer", sucesso internacional. MC Shan é um dos artistas de hip hop mais parodiados do século 20 (juntamente com KRS-One), devido às chamadas The Bridge Wars, uma série de "canções respostas" sobre o local de surgimento do hip hop..

## Discografia

### Álbuns
- 1987: Down By Law
- 1988: Born to be Wild
- 1990: Play it Again, Shan
- 2017: Bars Over Bullshit

### Singles
- 1985: "Marley Marl Scratch" (Marley Marl Featuring McShan)
- 1985: "Feed The World"
- 1986: "The Bridge"/"Beat Biter"
- 1986: "Jane, Stop This Crazy Thing"
- 1987: "Left Me Lonely"
- 1988: "A Mind Is A Terrible Thing To Waste'
- 1988: "I Pioneered This"
- 1989: "Juice Crew Law" / "They Used To Do It In The Park"
- 1990: "Kill That Noise" / "I Ran The Game"
- 1990: "It Don't Mean A Thing"
- 1991: "Time For Us To Defend Ourselves"
- 1991: "Ain't It Good To You"
- 1993: "Hip Hop Roughneck"
- 1993: "Pee-Nile Reunion" / "Don't Call It A Comeback"
- 2001: "Da Bridge 2001" (w QB's Finest)
- 2012: "Let's Bring Hip Hop Back"
- 2013: "Everybody Wanna Be A Big Star Drive A Big Car"